# Vilac
Vilac (cyr. Вилац) – wieś w Czarnogórze, w gminie Podgorica. W 2011 roku liczyła 25 mieszkańców.